# Santa Maria in San Giovannino

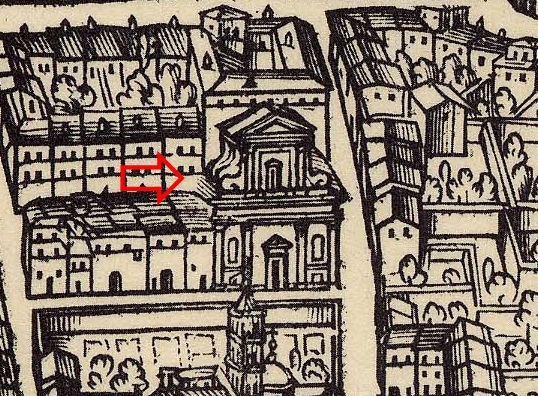
Mapa de Giovanni Maggi (1625).

Santa Maria in San Giovannino era uma igreja conventual de Roma que ficava na esquina da Via delle Mercede e a Via del Moretto, no rione Colonna, demolida em algum momento no final do século XIX. Era dedicada a Virgem Maria e, antes, a São João Batista.

## História

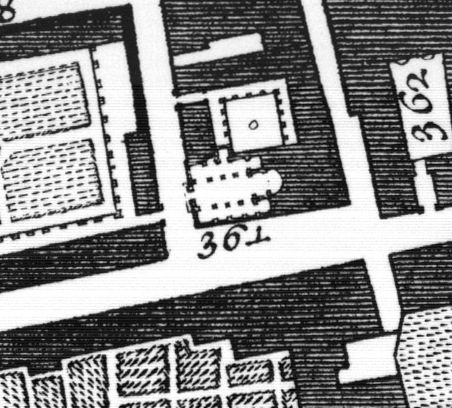
Mapa de Nolli (1748). A igreja está no número 361.

Pouco se sabe sobre esta igreja e a informação que existe é equívoca. Por exemplo Mariano Armellini cita que esta igreja seria a mesma que San Giovanni in Cliveo Plumbeo e que ela seria parte de do mosteiro de San Silvestro in Capite, mas ambas as afirmativas são incorretas. Além disto, ela permaneceu funcionando até o final do século XVIII e não foi demolida no século XVI ou XVII como se acreditava.
Antes do século XIII era ali que ficava a famosa relíquia da cabeça de São João Batista, motivo pelo qual era conhecida como San Giovanni in Capite. A primeira presença da cabeça no local é de 1140, mas conta a lenda que ela teria chegado a Roma pelas mãos de alguns monges gregos expatriados no século VIII. Porém, os estudiosos focaram suas teorias na cabeça de um mártir chamado "São João, o Padre", que estava sendo venerada sob o altar de sua basílica na Alta Idade Média. Ela ficava na Catacomba ad clivum Cucumeris, Via Salaria Vetus, e a tese majoritária é que esta cabeça teria sido trazido para Roma no século VIII ou IX e identificada incorretamente. A relíquia se mudou para a vizinha San Silvestro in Capite no século XIII, mais ou menos na mesma época que as clarissas assumiram o mosteiro vizinho, o que explica por que a igreja não foi rededicada a São João apesar de abrigar uma relíquia de um dos mais importantes santos católicos. Ainda na Idade Média, a igreja passou a ser conhecida como San Giovannino por causa de seu tamanho diminuto.
Em 1578, a igreja estava desconsagrada e arruinada. Naquele mesmo ano relatou-se que um milagre havia sido realizado por uma das imagens de Nossa Senhora que ainda estava no local e a devoção resultante levou à renovação do edifício com uma nova dedicação (Santa Maria in San Giovannino), uma obra patrocinada pelo cardeal Guido Pepoli, tesoureiro do papa Sisto V (r. 1585-1590). Em princípio, a igreja ficou sob os cuidados da Compagnia della Dottrina Cristiana, que a utilizava como centro de suas próprias atividades catequéticas. Porém, durante o pontificado de papa Paulo V (r. 1605-1621), o complexo foi entregue às mercedários descalços da Espanha e colocada sob a proteção do rei da Espanha. Esta ordem mendicante era um movimento reformado dentro da ordem dos mercedários, esta fundada por São Pedro Nolasco em 1218, e o convento se tornou a sua sede em Roma.
Segundo os mercedários atualmente, o pequeno mosteiro foi fechado pelos ocupantes franceses logo depois de sua chegada em 1798. Porém, o edifício sobreviveu e passou a ser utilizado como um anexo do Palazzo delle Poste a Piazza di San Silvestro, sede do correio papal, onde ficava no antigo convento de San Silvestro em 1888. Aparentemente a igreja foi demolida nesta época e foi substituída pelo edifício que está no local.

## Descrição

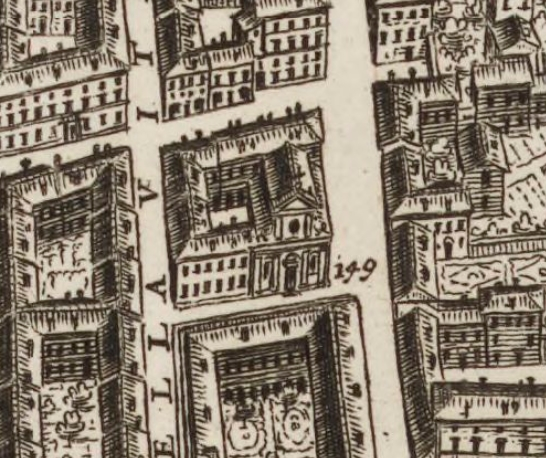
Mapa da Giovanni Battista Falda (1676).

A igreja estava orientada no sentido oeste-leste, com a entrada principal na Via del Moretto; o edifício atual recobre exatamente a planta da antiga igreja nesta esquina. Apesar de seu tamanho reduzido, a igreja tinha uma planta basilical com uma fachada de dois andares com pilastras e volutas. O piso superior tinha uma grande janela retangular e era coroado por um frontão triangular. Na arquitrave da fachada estava a seguinte inscrição: "ECCLESIA S. MARIAE IN S. IOHANNINO / ET HOSPITIUM EXCALCEATORUM B. / MARIAE DE MERCEDE REDEMPTIONIS / CAPTIVORUM PROVINCIAE HISPANIARUM / SUB PROTECTIONE REGIS CATHOLICI".
Havia uma nave com quatro baias e dois corredores; as colunas nas arcadas (três de cada lado) eram, segundo os relatos, antigas e de granito. O corredor norte tinha duas capelas externas e na extremidade final de cada corredor havia mais duas capelas, uma de cada lado do presbitério. Havia um arco triunfal com grandes pilares que separava a nave do presbitério, que terminava numa abside. A peça-de-altar do altar-mor era uma "Virgem Maria em Oração", de Paris Nogari. Ele também pintou o "Nascimento da Virgem" e "Apresentação da Virgem" no interior. Havia também obras de Giovanni Baglione e de Felice Santelli, além da "Coroação da Virgem" de Giacomo Stella. 
O mosteiro estava organizado à volta de um claustro um pouco mais ao norte da igreja, que contava com passeios arcados dos lados norte, oeste e sul e uma fonte no centro. Este convento tinha apenas um quarto do vizinho convento das clarissas em San Silvestro.